# Ria Öling
Ria Noora Minerva Öling (* 15. September 1994 in Vaasa) ist eine finnische Fußballspielerin. Die im Mittelfeld und im Sturm einsetzbare Spielerin ist seit August 2025 Vertragsspielerin von Sporting Braga und spielt seit 2015 für die A-Nationalmannschaft. Sie gewann die dänische, finnische und schwedische Meisterschaft.

## Karriere

### Vereine
Öling bestritt 2012 mit 18 Jahren 26 Spiele für PK-35 Vantaa, gewann ihre erste Meisterschaft und nahm an der UEFA Women’s Champions League 2012/13 teil. 2013 spielte sie für den Vasa IFK in der zweiten Liga, verpasste den Aufstieg jedoch knapp. Von 2014 bis 2017 spielte sie erneut erstklassig für Turku PS und erzielte in 80 Spielen 61 Tore, womit sie dreimal zur besten Torschützin ihrer Mannschaft avancierte. Nach dem Ende der Spielzeit 2017 gab sie ein kurzes Gastspiel in Spanien bei Santa Teresa CD und wechselte anschließend nach Dänemark zu Brøndby IF. Mit der Mannschaft gewann sie die Meisterschaft – ihre zweite – und nahm an der Champions League 2018/19 teil. Mit ihrer Mannschaft erreichte sie das Achtelfinale, in dem sie gegen den Erstligisten Lillestrøm SK ausschieden. Nach zwei Spielzeiten in Dänemark folgte ihr erster Aufenthalt in Schweden, wo sie für den Växjö DFF spielte und nach Ansicht ihres nächsten Vereins beste Spielerin war, sodass der FC Rosengård sie zur Spielzeit 2021 verpflichtete. Mit der Mannschaft gewann sie nun auch die schwedische Meisterschaft, schied in der Qualifikation zur Champions League 2021/22 gegen die TSG 1899 Hoffenheim nach einer 0:3-Heimniederlage und einem 3:3 im Rückspiel jedoch aus dem Wettbewerb voerzeitig aus.
Am 22. Januar 2025 wurde ihre Verpflichtung von Crystal Palace bekannt gegeben; sie unterzeichnete einen bis zum 30. Juni 2027 datierten Vertrag. Doch nach nur fünf Punktspielen in der FA Women’s Super League verließ sie den Verein, der zudem in die Women’s Super League 2 abstieg.
Am 5. August 2025 wurde sie vom portugiesischen Erstligisten Sporting Braga bis zum Saisonende 2026/27 unter Vertrag genommen.

### Nationalmannschaft
Öling hatte einen Kurzeinsatz in der U17-Nationalmannschaft in der Qualifikation für die altersbezogene Europameisterschaft 2011, die für die Finninnen nicht erfolgreich war. Auch in der erfolglosen Qualifikation für die U19-Europmeisterschaft 2012 kam sie nur zweimal kurz zum Einsatz. Erfolgreicher verlief die Qualifikation für die U19-Europmeisterschaft 2013. In der ersten Runde bestritt sie ein Spiel, in der zweiten Runde im April 2013 drei zugleich siegreiche Spiele, die die Qualifikation für die Endrunde bedeuteten. In der Endrunde konnten sie zwar nur das Spiel gegen Norwegen mit 1:0 gewinnen, das reichte jedoch um das Halbfinale zu erreichen und sich damit für die U20-Weltmeisterschaft in Kanada zu qualifizieren. Im Halbfinale verloren sie dann mit 0:4 gegen England und anschließend alle drei WM-Gruppenspiele. Für die WM wurde sie auch nominiert und in zwei Spielen eingesetzt.
Im Februar 2015 wurde sie erstmals bei einem Spiel gegen Schweden in der A-Nationalelf eingesetzt. In der Qualifikation für die EM 2017 hatte sie sechs Einsätze, wobei sie viermal ein- und einmal ausgewechselt wurde. Immerhin konnte sie beim 1:0-Sieg gegen Montenegro ihr erstes Länderspieltor erzielen. Als einziger Teilnehmer von 2013 scheiterten die Finninnen aber in der Qualifikation. In der ebenfalls misslungenen Qualifikation für die WM 2019 hatte sie vier Kurzeinsätze von insgesamt 86 Minuten. Im Februar 2021 qualifizierten sich die Finninnen dann wieder für eine Endrunde. In der Qualifikation hatte sie sieben Einsätze und erzielte ein Tor beim 8:1-Sieg gegen Albanien. In den ersten sechs Spielen der Qualifikation für die WM 2023 wurde sie eingesetzt und erzielte den Siegtreffer beim 2:1-Sieg gegen die Slowakei.  Am 9. Juni 2022 wurde sie für die EM-Endrunde nominiert.
Mit der Mannschaft nahm sie am Turnier um den Zypern-Cup 2015, 2016, 2018, 2019 und 2020 teil. Bei der erneuten Teilnahme ihrer Mannschaft 2023 und nach dem Kräftemessen mit den Nationalmannschaften Kroatiens, Rumäniens und Ungarns ging sie mit ihr das erste Mal als Sieger daraus hervor.

## Erfolge
Nationalmannschaft
- Zypern-Cup-Sieger 2023

PK-35 Vantaa
- Finnischer Meister 2012
- Finnischer Pokalsieger 2012

Brøndby IF
- Dänischer Meister 2019
- Dänischer Pokalsieger 2018

FC Rosengård
- Schwedischer Meister 2021, 2022
- Schwedischer Pokalsieger 2022